# Il bigamo
Il bigamo è un film del 1956 diretto da Luciano Emmer.

## Trama
Mario De Santis, intraprendente rappresentante di commercio che vende dentifrici, regolarmente sposato con Valeria, vede la sua vita sconvolta dall'accusa di essere bigamo. Accompagnato in questura, viene messo a confronto con una certa Isolina Fornaciari che avrebbe sposato a Forlimpopoli alcuni anni prima. Mario, furibondo per l'accusa, scende a vie di fatto con il padre di Isolina, con cui ha uno scontro tanto da essere messo agli arresti. Nessuno, oltretutto, sembra credere alla sua innocenza, neppure la moglie che si lascia influenzare negativamente dalla sorella e dall'avvocato di famiglia.
Quando a Mario viene concessa la libertà provvisoria, il suo caso viene affidato a un eccentrico principe del foro, logorroico e stravagante. Un amico di Mario, conosciuto in prigione, capisce che potrebbe trattarsi di un caso di omonimia e si mette a girare tutta Roma alla ricerca del vero marito di Isolina. Quando lo trova, riesce a trascinarlo in tribunale dove, nel frattempo, Mario – seguendo i consigli del suo difensore – ha provveduto a dichiararsi colpevole. Così la corte, pur riconoscendolo innocente dell'accusa di bigamia, lo condanna per autocalunnia; e Isolina, che, complessata dalla sua condizione di nubile attempata, aveva sfruttato la circostanza per cercare di incastrare un uomo piacente, è a sua volta condannata per falsa testimonianza. Scontata la piccola pena inflittagli, Mario può finalmente tornare tra le braccia della sua famiglia che lo attende all'uscita del carcere.

## Riconoscimenti
- Nastro d'argento 1956 a Memmo Carotenuto come miglior attore non protagonista.